# La Villa des piqués
Pour plus de détails, voir Fiche technique et Distribution.
La Villa des piqués (You'll Find Out) est un film américain réalisé par David Butler, sorti en 1940.

## Fiche technique
- Titre original : You'll Find Out
- Titre français : La Villa des piqués
- Réalisation : David Butler
- Scénario : David Butler et James V. Kern
- Photographie : Frank Redman
- Montage : Irene Morra
- Société de production : RKO Pictures
- Pays de production :  États-Unis
- Format : Noir et blanc - 1,37:1 - Mono
- Genre : Comédie
- Date de sortie : 1940

## Distribution
- Kay Kyser : Kay Kyser
- Peter Lorre : Fenninger
- Boris Karloff : Juge Mainwaring
- Bela Lugosi : Prince Saliano
- Helen Parrish : Janis
- Dennis O'Keefe : Chuck Deems
- Alma Kruger : Tante Margo